# Walther Fischer-Schlemm
Walther Fischer-Schlemm (* 24. September 1888 in Kötzting; † 20. März 1958 in Stuttgart) war ein deutscher Landmaschinentechnologe und Hochschullehrer, er war 1951–1952 Rektor der Universität Hohenheim (LWH).

## Leben und Wirken
Fischer-Schlemm promovierte 1920 an der Universität München zum Dr. Ing., erhielt die Venia legendi für Landtechnik und wurde Dozent für dieses Fach an der Landwirtschaftlichen Hochschule Weihenstephan (später eingegliedert in die Universität München).
1928 nahm er den Ruf an die Landwirtschaftliche Hochschule Hohenheim auf den Lehrstuhl für Landmaschinenkunde an und wurde 1929 Ordinarius. Zahlreiche Standardwerke und ca. 230 Aufsätze zum Thema Landmaschinen wurden von ihm publiziert.
Von 1951 bis 1952 war er Rektor der Hochschule, im Jahr 1956 wurde er in Hohenheim emeritiert.

## Publikationen (Auswahl)
- Maschinen und Geräte in der Landwirtschaft, das wichtigste für den praktischen Landwirt, Freising 1930
- Motorische Bodenbearbeitung (ausser Schlepper) Stuttgart, Hirzel, 1950
- Belastungsfähigkeit und Ausbaunotwendigkeit der Stromversorgungsnetze, Frankfurt a. M.: Verlags- u. Wirtschaftsgesellsch. d. Elektrizitätswerke VWEW, [1956]